# Heckler & Koch HK21
De Heckler & Koch HK21 is een machinegeweer ontworpen en gefabriceerd door Heckler & Koch.

## Specificaties
|              | HK21 E                                                                                       |
| Kaliber      | 7,62×51 mm NAVO                                                                              |
| Gewicht      | 9,3 kg                                                                                       |
| Lengte       | 1140 mm                                                                                      |
| Lengte loop  | 550 mm                                                                                       |
| Capaciteit   | 20 of 30 patronen (magazijn) 80 patronen (trommel magazijn) 50 of 100 patronen (patroonband) |
| Vuursnelheid | 800 schoten/ minuut                                                                          |

## Gebruikers
| - Bangladesh - Bolivia - Brunei - Colombia - Duitsland - Ecuador - El Salvador - Finland - Griekenland - Jordanië - Kameroen - Kenia - Maleisië - Mexico | - Niger - Nigeria - Oeganda - Peru - Portugal - Qatar - Senegal - Soedan - Sri Lanka - Thailand - Turkije - Verenigde Arabische Emiraten - Verenigde Staten - Zweden |